# Kurs (nawigacja)
Kurs – kąt zawarty między południkiem geograficznym a linią symetrii statku powietrznego lub jednostki pływającej. Ogólnie kierunek ruchu statku.

## Rodzaje kursów
W nawigacji jest to kąt zawarty między północną częścią linii N-S a dziobową częścią linii symetrii statku. W zależności od rodzaju południka wyróżnia się następujące rodzaje kursów:
- gdy linia N-S rzeczywista – kurs rzeczywisty (KR);
- gdy linia N-S żyrokompasowa – kurs żyrokompasowy (KŻ);
- gdy linia N-S magnetyczna – kurs magnetyczny (KM);
- gdy linia N-S kompasowa – kurs kompasowy (KK).

## Kurs statku powietrznego
W lotnictwie kurs samolotu przy lądowaniu określany jest kierunkiem podejścia. W praktyce lotniczej kurs jest wyznaczany, w zależności od typu systemu, kątem radionamiaru lub kątem kursowym radiolatarni (tzw. radialem) i jest różnicą między nimi.